# Documents sur écorce de bouleau

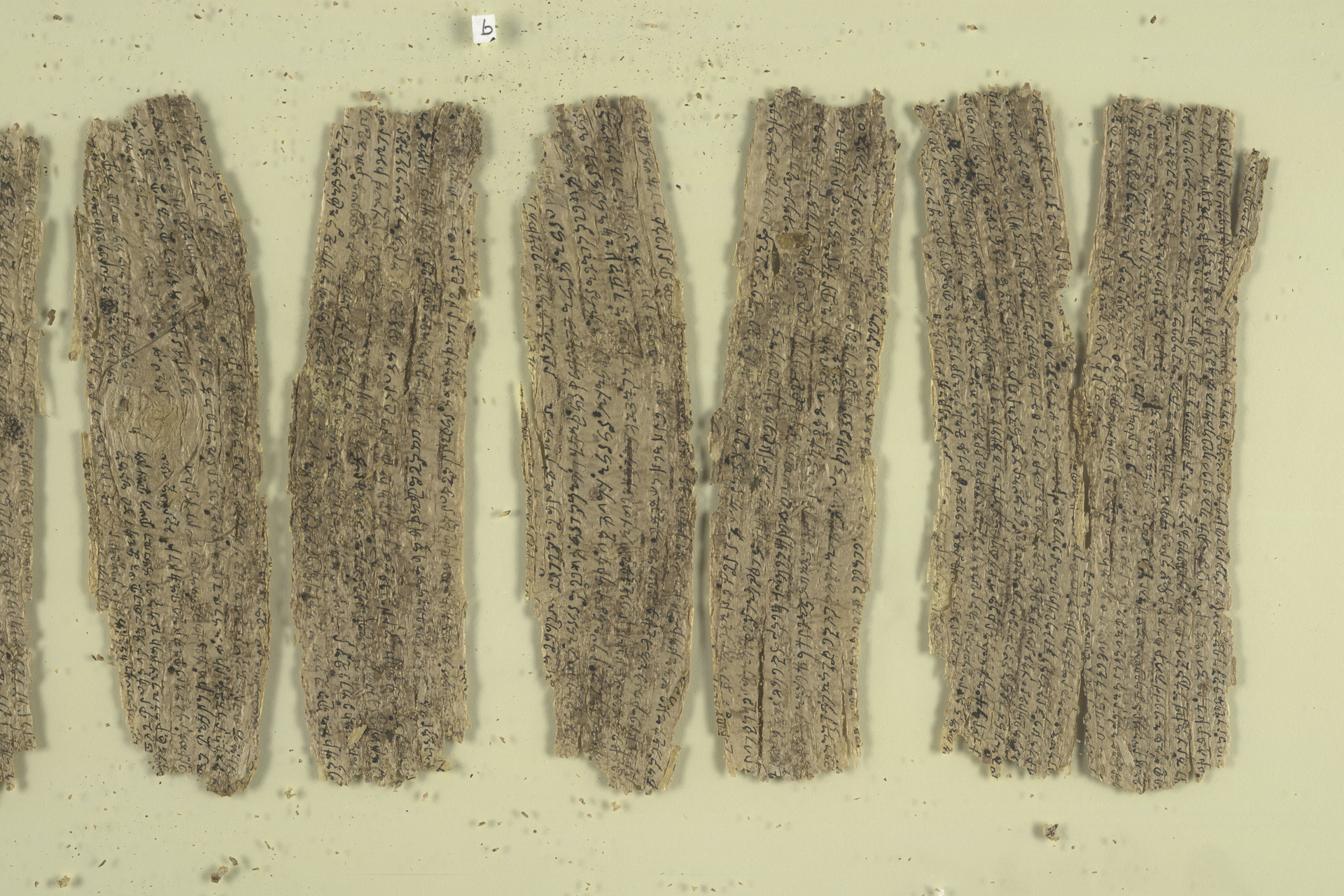
Texte bouddhiste gandharien du Ier siècle sur écorce de bouleau

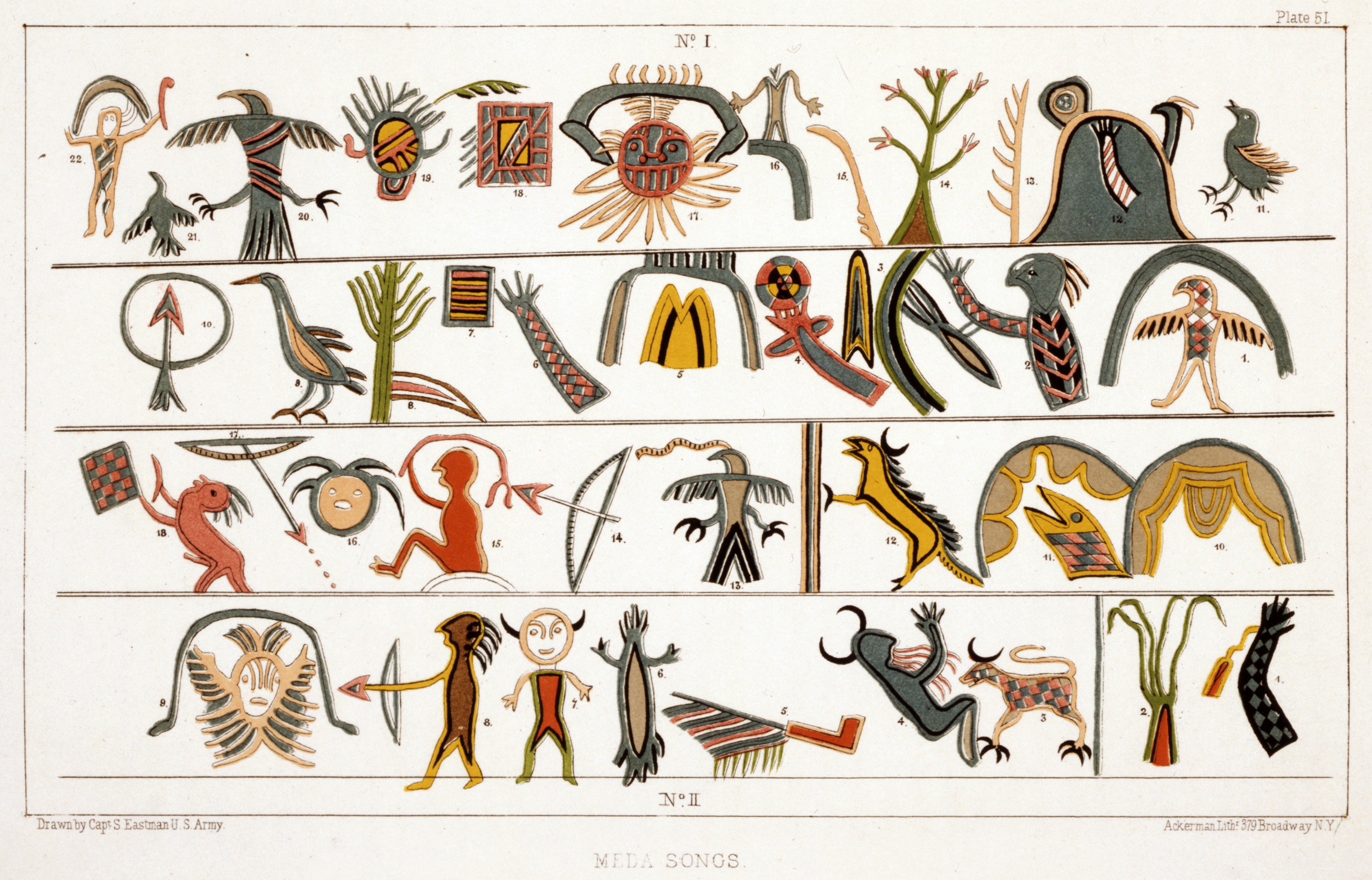
Reproduction de la représentation d'une chanson ojibwé illustrée sur une écorce de bouleau vers 1820

Les documents sur écorce de bouleau sont des documents écrits sur la couche interne de l'écorce de bouleau qui était couramment utilisée comme support d'écriture dans certaines régions avant la production en masse de papier.
Les plus anciens documents datés sont des textes bouddhistes gandhariens du Ier siècle qui ont probablement été écrits par des membres de l'école Dharmaguptaka en Afghanistan. Rédigés en gandhari en utilisant l'alphabet kharoshthi, ils ont produit les versions les plus anciennes connues de textes bouddhiques importants tels que le Dhammapada.
Dans les siècles qui suivent, plusieurs auteurs sanscrits tels que Kâlidâsa (IVe siècle) mentionnent l'utilisation de l'écorce de bouleau pour les manuscrits. L'écorce du bouleau de l'Himalaya est utilisée aujourd'hui encore en Inde et au Népal pour écrire des mantras sacrés.
De nombreux textes ont aussi été découverts en Russie, essentiellement à Novgorod. Ce sont généralement des lettres qui datent du XIe au XVe siècle avant la généralisation du papier et qui sont des témoins de la vie courante.
Plus tard, les Ojibwés du Canada s'en sont servis pour représenter leur histoire : ce sont les rouleaux Wiigwaasabak (en).

## Textes bouddhistes gandhariens
Les manuscrits bouddhistes écrits en gandhari sont probablement les plus anciens textes existants en langue indienne, datant approximativement du Ier siècle. La collection la plus importante est celle acquise par la British Library en 1994. Ils avaient été conservés dans des jarres d'argile enterrées et seraient originaires de l'est de l'Afghanistan selon des découvertes similaires. Ils ont été écrits en alphabet kharoshthi et ont probablement été compilés par une vingtaine de scribes de l'école Dharmaguptaka,.
Ces manuscrits de la British Library se présentaient sous la forme de rouleaux, très fragiles et déjà endommagés. Ils mesuraient 13 à 23 cm de large pour une longueur de 30 à 45 cm. Ils se chevauchaient et avaient été collés ensemble pour former des rouleaux plus longs. Un fil cousu à travers les bords a également aidé à les maintenir ensemble. Le texte a été écrit à l'encre noire au recto et au verso. Ils étaient déjà en mauvais état quand ils ont été placés dans les jarres. Les spécialistes pensent que l'objectif était alors de leur fournir un enterrement rituel, suivant un principe similaire aux guenizas juives.

## Textes sanscrits

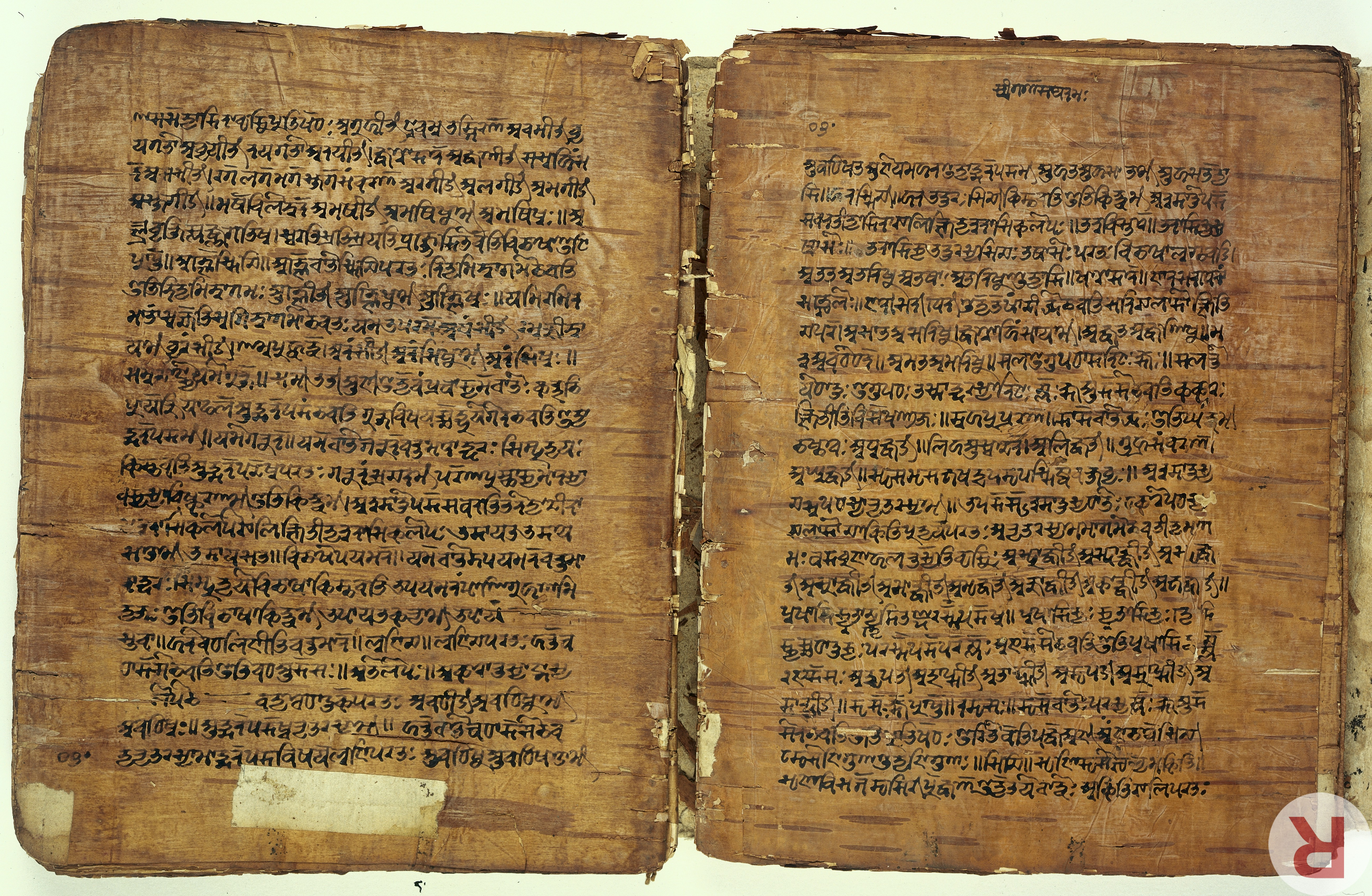
Retranscription de 1663 du Rupavatara de Dharmakirti, un traité de grammaire

L'écorce de bouleau de l'Himalaya est utilisée depuis des siècles dans le nord de l'Inde, en particulier au Cachemire où il est dit que tous les livres étaient écrits sur du bouleau jusqu'au XVIe siècle. L'utilisation de l'écorce comme papier a été également mentionnée par les premiers écrivains sanskrits tels que Kalidasa (IVe siècle), Sushruta (IIIe siècle) et Varahamihira (VIe siècle).
Les principaux documents connus sont les suivants :
- Les manuscrits de Gilgit : découverts en 1931 près de Gilgit au Pakistan[5], ils contiennent des textes bouddhiques, des sutras dont celui du lotus, ainsi que des contes et des textes sur la médecine et la philosophie. Ils ont été écrits vers le VIe siècle en sanscrit au moyen de l'alphasyllabaire sharda[6].

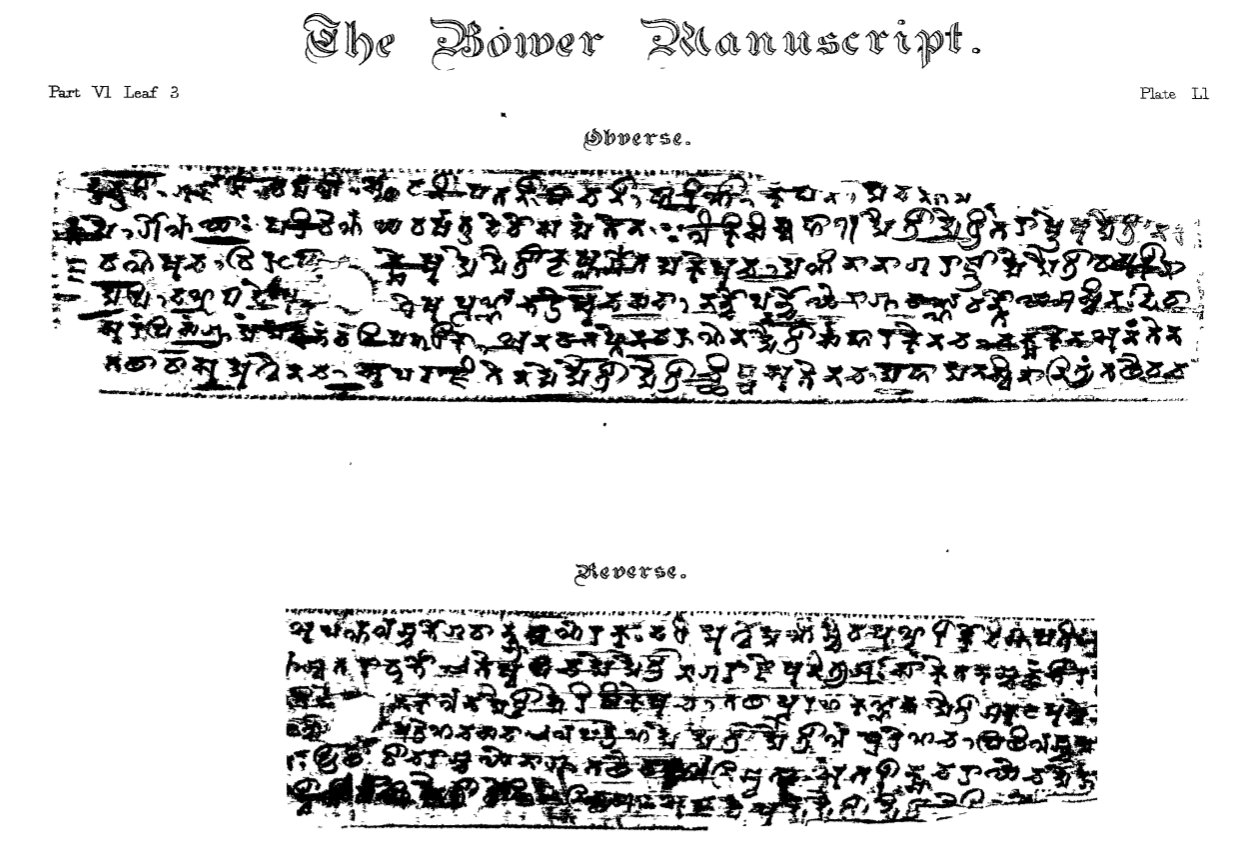
Le manuscrit Bower

- Le manuscrit Bower (en) est un texte en sanskrit écrit dans l'alphasyllabaire brahmi vers l'an 450. Il inclut un traité médical et des proverbes. Il a été découvert en 1890 dans un monastère en ruines de l'ancien royaume bouddhiste de Kucha situé sur la route de la soie du nord, et est estimé à environ 450 ans de notre ère.

- Le manuscrit de Bakhshali traite des mathématiques. C'est le plus ancien document qui se sert du zéro pour écrire les nombres. Il est composé de soixante-dix fragments d'écorce de bouleau écrits en sanskrit et en prakrit, également dans l'écriture sharda et a été trouvé près de Peshawar au Pakistan[7].

- Une grande collection de rouleaux d'écorce de bouleau a été découverte en Afghanistan pendant la guerre civile vers l'an 2000, peut-être dans les grottes de Bamiyan. Il s'agit de près de 3 000 fragments en sanskrit dans l'écriture brahmi et datant d'une période allant du IIe au VIIIe siècle de notre ère.

## Textes russes

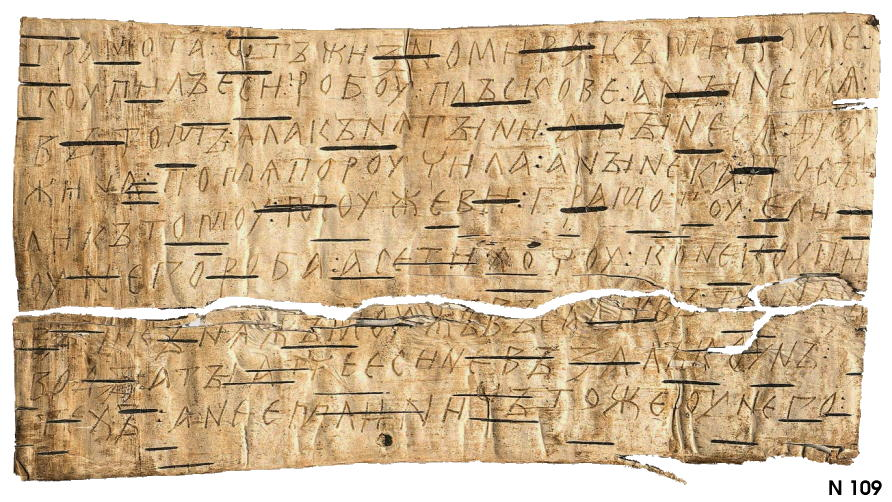
Lettre de Jisnomir à Mikoula, -XIIe siècle

Il s'agit de textes médiévaux, pour la plupart retrouvés à Novgorod mais qui sont également attestés dans certaines autres villes de la Russie notamment Pskov et Smolensk.

### Découverte
Les documents sur écorce de bouleau sont une source relativement nouvelle (inconnue avant 1951), riche (on compte aujourd'hui 1050 textes de Novgorod et à peu près 100 des autres villes russes médiévales) et avec des traits spécifiques qui la rendent difficile à étudier.
Le premier document fut trouvé, le 26 juillet 1951, par l'expédition archéologique de Novgorod sous la direction d’Artemi Artsikhovski. Des expéditions qui travaillent à Novgorod pendant une cinquantaine d'années et changent de sites de fouilles (raskopy) ont trouvé encore plus de 1000 documents. Les documents analogues furent trouvés à Staraïa Roussa et à Torjok (villes cadettes de la république de Novgorod), à Pskov, à Tver, à Smolensk, à Riazan et à Moscou ; en Biélorussie, à Vitebsk et à Mstislavl, et en Ukraine, à Zvenigorod (Volhynie). Mais ni leur quantité ni leur qualité ne peuvent être comparées à l'énorme corpus des documents de Novgorod.
Des couches potentiellement riches de restes de culture matérielle n’ont été explorées qu’à 1 %, ce qui laisse supposer des milliers d'autres documents à découvrir. Les textes de ces documents, ses copies, ses traductions et les commentaires ont été publiés dans une série de l'édition académique, Novgorodskie gramoty na bereste iz raskopok … godov (« Les documents sur écorce de bouleau de Novgorod, des fouilles des années… »), une série dirigée par Artsikhovski lui-même, et après sa mort, par Valentin Ianine, historien et archéologue, et Andrei Zalizniak, un éminent linguiste russe.

### Caractéristiques

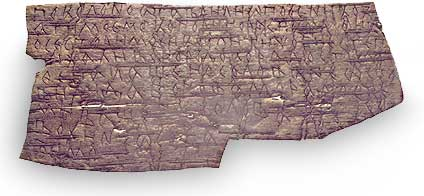
Lettre sur écorce de bouleau du XIVe siècle

Les documents étaient gravés sur la surface intérieure de l'écorce, avec un instrument en métal ou en os, dit « pisalo » (on a aussi trouvé beaucoup de ces pisalos). Il y a seulement trois documents écrits avec de l'encre (dont un rarissime document moscovite retrouvé en 2007). Quand le papier devint meilleur marché, au XVe siècle, les écorces cessèrent d'être utilisées : les couches archéologiques où les documents ont été trouvés datent de la période s'étendant entre le XIe et le XVe siècle. Il est possible que les documents présents dans les couches plus anciennes n'aient pas résisté à l'usure du temps.
La plupart des documents trouvés ne sont associés à aucune archive ; les écorces ont le plus souvent été jetées sur le pavé ou par terre. Les Novgorodiens marchaient sur les documents. Ainsi, un passage des Questions de Cyrique (Voprošanie Kirikovo) le Novgorodien (XIIe siècle) concerne sans doute les écorces : « Y a-t-il un péché, si quelqu'un jette une écriture (gramota) coupée par terre et marche dessus, et si on en sait les mots ? ».
Contrairement à ces documents faits à partir d'écorce de bouleau, le parchemin était extrêmement cher et on ne pouvait pas le traiter de la sorte, tandis que le papier n'était pas encore connu. Kirik écrit que les documents étaient jetés « coupés », ce qui signifiait que le texte était coupé de sorte qu'on ne comprenne pas l'idée du texte, qu'on n'en sache pas l'auteur, etc. En effet une partie très vaste de textes appartient à un groupe des « documents coupés dans le but de destruction » : nous n'y trouvons qu'une formule d'adresse (elle était arrachée le plus souvent, comme parfois de nos jours), qui même parfois nous manque, éventuellement accompagnée de quelques lignes du texte.
En dehors de cela, la plupart des textes ont des lacunes physiques dues au temps. Les deux faits rendent l'interprétation d'un texte souvent très difficile.
Il existe cependant une quantité assez importante de documents sans aucune lacune qui se sont parfaitement conservés. Dans quelques villes provinciales, comme Staraia Roussa ou Torjok, la proportion de textes intacts est plus élevée qu'à Novgorod-la-Grande. Ceci serait probablement dû au fait que peu de personnes savaient lire et qu'il n'était donc pas nécessaire de détruire les lettres.

### Thématique

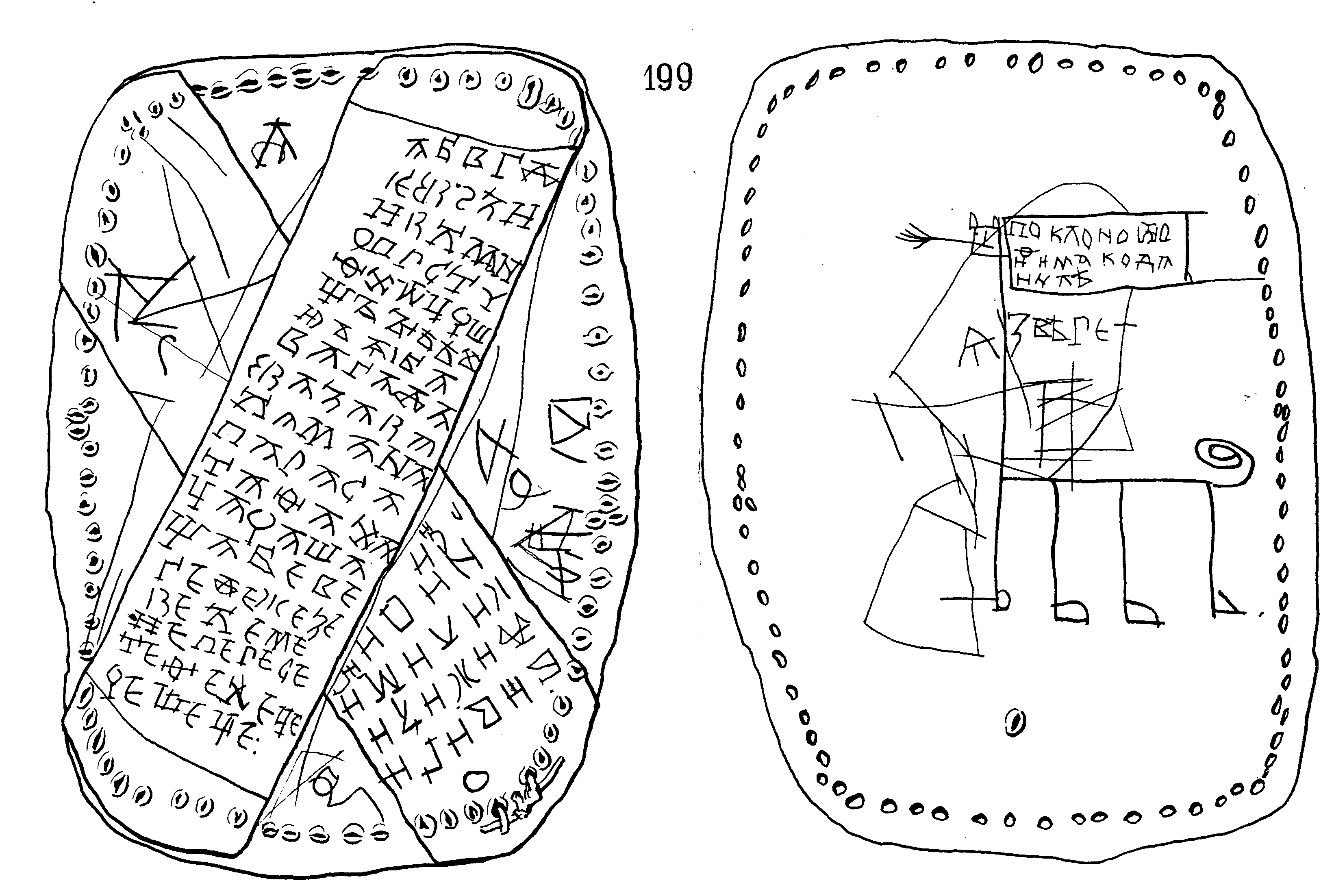
Dessin et devoir d'écolier d'Onfim (vers 1260, Novgorod).

Les documents appartiennent à différentes catégories quant à leur thématique. La plupart d'entre eux sont des lettres privées qui contiennent une formule d'adresse (« de X à Y », « un salut de X à Y » etc. ; des formules différentes ont une valeur chronologique) ; on compte bien des listes de débiteurs, des documents officiels, des notes pour soi-même et même des ouvrages littéraires. Les lettres privées sont presque toujours lapidaires ; les auteurs ne nous disent rien de ce que le destinataire sache déjà ; en revanche on compte parmi ces lettres des chefs-d'œuvre de l’art épistolaire.

### Dates
On date les documents d'après les témoignages stratigraphiques ; les couches de sol à Novgorod sont assez bien datées en utilisant les données dendrographiques que donnent les anneaux du bois qui appartiennent aux vieux pavés. Après l'accumulation d'une assez grande quantité de documents, on peut les dater également d'après les indices hors-stratigraphiques, y compris la paléographie, les formules du langage et d’étiquette, l’identification des protagonistes avec les personnages qui sont mentionnés dans les chroniques.

### Langue

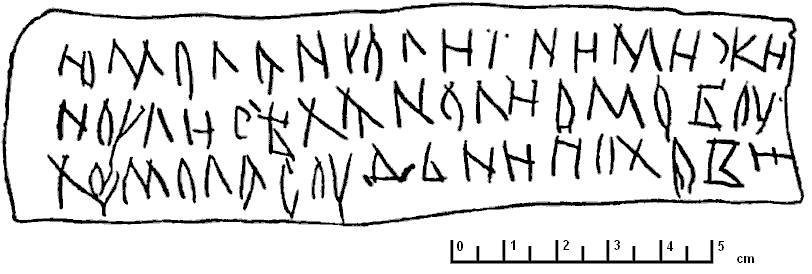
Lettre sur écorce de bouleau n° 292, plus vieux document écrit dans une langue finnoise (XIIIe siècle, Novgorod)

Les documents sont presque tous rédigés en vieux novgorodien (en), un dialecte slave très proche du vieux russe standard de Kiev, mais qui se distingue à plusieurs égards sur le plan de la phonétique, de la grammaire et du lexique. De plus, une moitié des documents est écrite en utilisant un système d’orthographe où les lettres o et ъ, е et ь, sont utilisées comme variantes de la même lettre. Les premiers déchiffreurs de ces documents ne le savaient pas encore, et leurs traductions ont donc été corrigées depuis.

### Un type de source unique
Le Précis d'étude coordonnée des sources de Valentin Ianine, consacré à la Novgorod médiévale, soulève quelques points méthodologiques de recherche, en affirmant notamment :

« Une étude valable de tout problème historique ne devrait pas s’appuyer à un seul groupe de sources limitées spécifiquement (chroniques, actes, restes archéologiques, documents, monnaie, inscriptions), mais à l’ensemble totale des sources ou à leur combinaison représentative. »

Ianine critique ici l'académicien Dimitri Likhatchev qui préconisait une nouvelle discipline historique, la « béréstologie » (de l’ancien beresto, « document en écorce de bouleau »), comparée à la papyrologie :

« Les documents en écorce de bouleau, tout en restant des sources écrites, ne cessent pas d’être des monuments archéologiques. Comme un objet d’archéologie, ils nous offrent tous les avantages dont les papyrus sont privés. Les documents en écorce de bouleau sont trouvés au milieu de plusieurs objets archéologiques dans les couches exactement figées, dans le cadre des complexes qui sont attribués aux propriétaires et bâtiments concrets. C’est pourquoi ils peuvent être classés par les complexes, correspondant à l’appartenance à une famille qui a laissé, en dehors des documents, plusieurs objets d’usage courant. »

En effet, les documents en écorce de bouleau sont une source particulière, qui a toujours un lieu précis de découverte et peut être liée avec d'autres lieux et d'autres sources.